# Liste der Nummer-eins-Hits in den Niederlanden (1987)
Diese Liste enthält alle Nummer-eins-Hits in den Niederlanden im Jahr 1987. Es gab in diesem Jahr 18 Nummer-eins-Singles und elf Nummer-eins-Alben.
| Singles | Alben |
| --- | --- |
| - Bangles – Walk Like an Egyptian - 5 Wochen (6. Dezember 1986 – 16. Januar 1987) - Mel & Kim – Showing Out - 4 Wochen (17. Januar – 13. Februar) - Jackie Wilson – Reet Petite - 2 Wochen (14. Februar – 27. Februar) - Aretha Franklin & George Michael – I Knew You Were Waiting (For Me) - 3 Wochen (28. Februar – 20. März) - Mel & Kim – Respectable - 3 Wochen (21. März – 10. April) - Piet Veerman – Sailing Home - 4 Wochen (11. April – 8. Mai) - Jan Hammer – Crockett’s Theme - 4 Wochen (9. Mai – 5. Juni) - Mixed Emotions – You Want Love (Maria Maria) - 2 Wochen (6. Juni – 19. Juni) - Whitney Houston – I Wanna Dance with Somebody (Who Loves Me) - 3 Wochen (20. Juni – 10. Juli) - George Michael – I Want Your Sex - 3 Wochen (11. Juni – 31. Juli) - Madonna – Who’s That Girl - 4 Wochen (1. August – 28. August) - Michael Jackson & Siedah Garrett – I Just Can’t Stop Loving You - 4 Wochen (29. August – 25. September) - Terence Trent D’Arby – Wishing Well - 1 Woche (26. September – 2. Oktober) - Michael Jackson – Bad - 1 Woche (3. Oktober – 9. Oktober) - Rick Astley – Never Gonna Give You Up - 4 Wochen (10. Oktober – 6. November) - M/A/R/R/S – Pump Up the Volume - 1 Woche (7. November – 13. November) - George Michael – Faith - 6 Wochen (14. November – 25. Dezember) - Nina Simone – My Baby Just Cares for Me - 1 Woche (26. Dezember 1987 – 8. Januar 1988) | - Berdien Stenberg – Christmas - 1 Woche (27. Dezember 1986 – 2. Januar 1987) - Paul Simon – Graceland - 12 Wochen (3. Januar – 20. März, insgesamt 16 Wochen; → 1986) - U2 – The Joshua Tree - 12 Wochen (21. März – 12. Juni) - Simple Minds – Live in the City of Light - 1 Woche (13. Juni – 19. Juni) - Whitney Houston – Whitney - 5 Wochen (20. Juni – 24. Juli) - Robert Cray – Strong Persuader - 2 Wochen (25. Juli – 7. August, insgesamt 6 Wochen) - Madonna – Who’s That Girl (Soundtrack) - 1 Woche (8. August – 14. August) - Robert Cray – Strong Persuader - 4 Wochen (15. August – 11. September, insgesamt 6 Wochen) - Michael Jackson – Bad - 6 Wochen (12. September – 23. Oktober) - BZN (Band Zonder Naam) – Visions - 4 Wochen (24. Oktober – 20. November) - George Michael – Faith - 3 Wochen (21. November – 11. Dezember) - UB40 – The Best of UB40 – Volume 1 - 6 Wochen (12. Dezember 1987 – 29. Januar 1988) |

## Kinderen voor Kinderen
"Kinderen voor Kinderen" ist ein Kinderchor des niederländischen Rundfunksenders VARA, der seit 1980 jedes Jahr ein Album mit neuen Kinderliedern herausbringt. Diese Alben haben den Titel "Kinderen voor Kinderen", gefolgt von der Nummer des Albums.
Gegen Ende 1987 war die Folge 8 zwei Wochen lang vom 5. bis zum 18. Dezember Spitzenreiter der Album-Charts.
Dieses Album wird in der obigen Bestenliste nicht aufgeführt.